# Lily van der Stokker

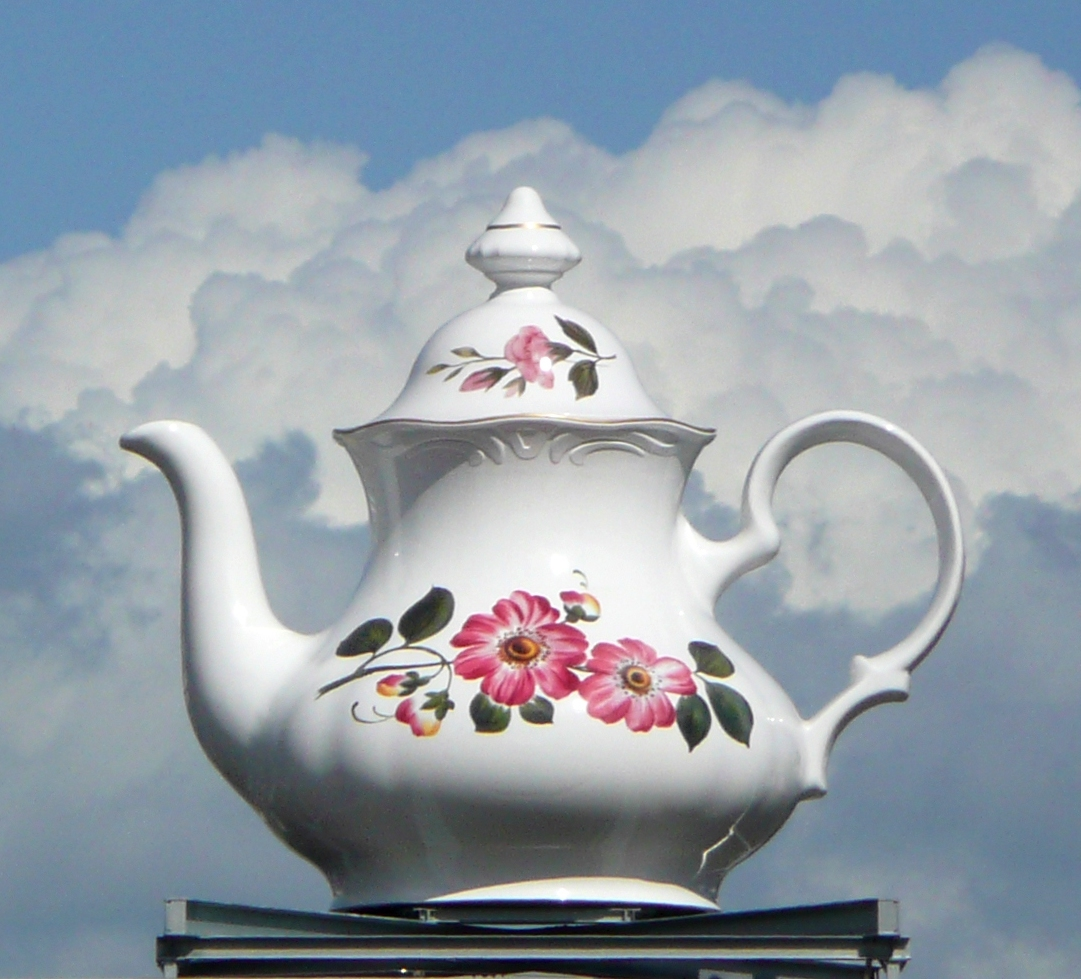
Installation im öffentlichem Raum: Teekanne auf dem Einkaufszentrum Hoog Catherijne in Utrecht

Lily van der Stokker (geboren 1954 in Den Bosch) ist eine niederländische bildende Künstlerin, die sich auf feministische und zeitgenössische Konzeptkunst fokussiert. Ihr Werk besteht aus ortsspezifischen Wandzeichnungen und Installationen im öffentlichen Raum, die sich mit scheinbar banalen Alltagsdingen beschäftigen. Sie wurde international ausgestellt.

## Leben und Wirken

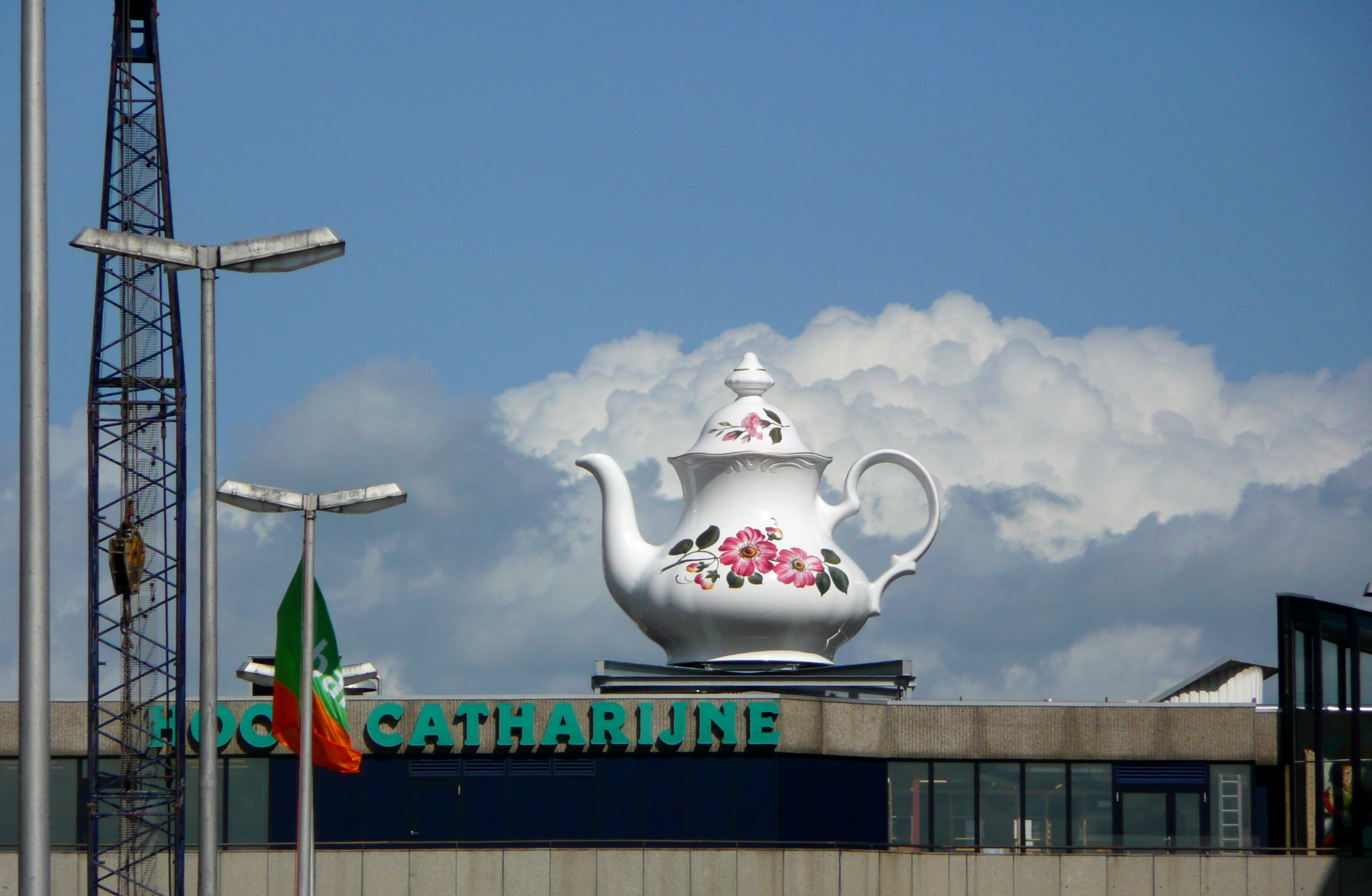
Größenverhältnis der Teekanne auf dem Hoog Catherijne Einkaufszentrum

Lily van der Stokker studierte von 1975 bis 1979 Kunst in Breda und wurde in Zeichnen und in der Arbeit mit Textilien ausgebildet. Sie zog 1981 nach New York. Dort wurde sie mit der feministischen Praxis von Künstlerinnen wie Mierle Laderman Ukeles konfrontiert. Die feministischen Botschaften in ihren Werken, die sie mit pastellfarbenen Rosa-, Gelb- und Blautönen umsetzte, prägten ihr Schaffen. In den späten 1980er-Jahren begann sie Blumen zu malen und stieß damit bei einigen Menschen auf Ablehnung, da Blumen eher mit „Kindern, Frauen, dem Häuslichen, Dekoration, Stoffen und so weiter“ assoziiert wurden.

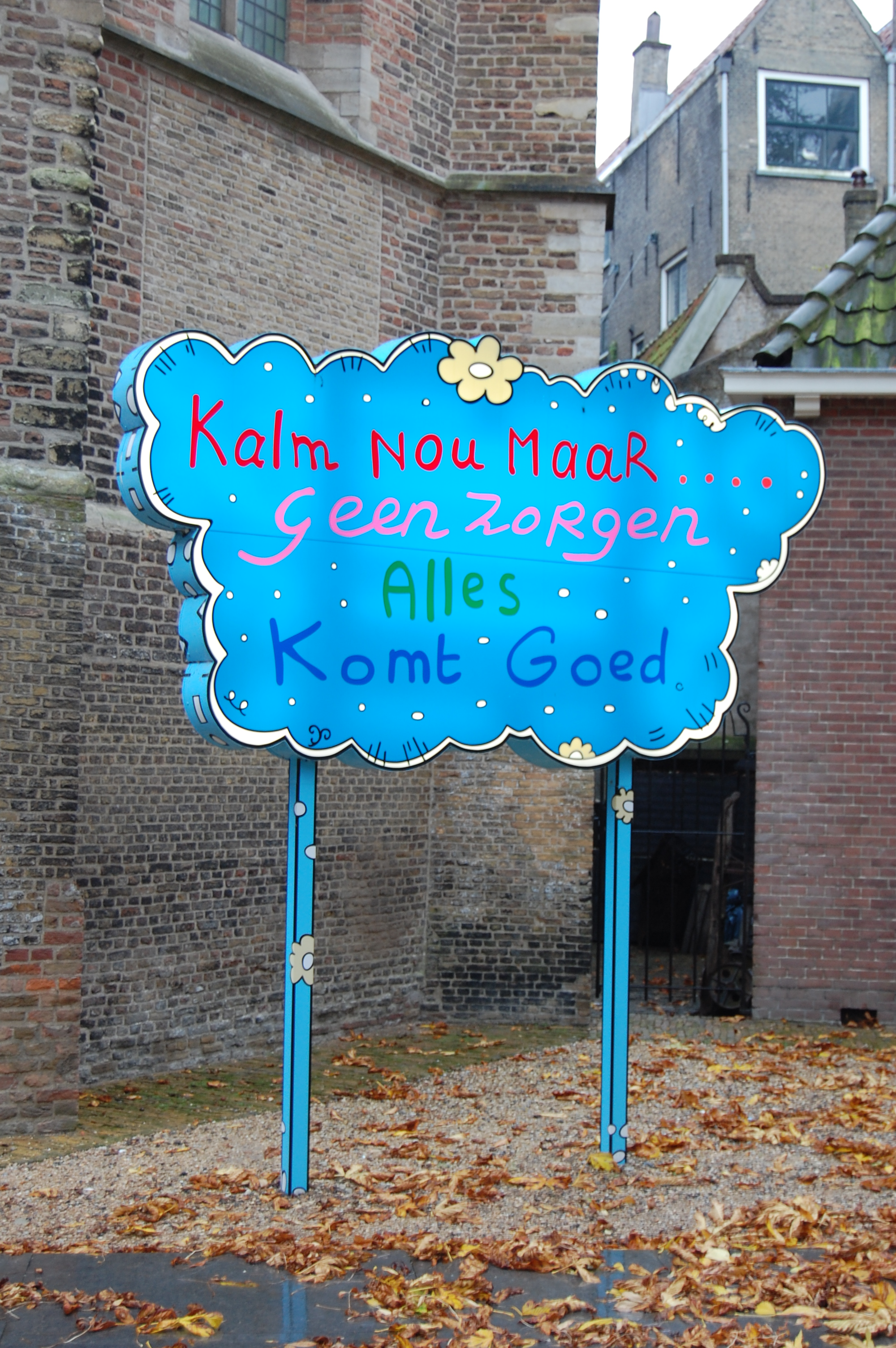
Installation: Kalm nou maar... (deutsch Beruhigen Sie sich...)

Nach der Gestaltung von Wandbildern für Außenwände von Gebäuden entwarf Van der Stokker 1990 ihr erstes Wandbild für den Innenbereich einer Galerie. „Wandgemälde können verschiedene Formen haben, und die Architektur ist ihr Rahmen. Einer der Reize und die Komplexität ist, dass ich gerne in den Raum eindringe und ihn mir zu eigen mache. Und nach der Ausstellung nehme ich nichts mit nach Hause.“
Van der Stokker praktizierte einen, nach eigener Einschätzung, „nicht schreienden Feminismus“ und setzte feministische Themen in bunt kolorierten, pastellfarbenen Wandzeichnungen, auf Papier und Installationen um: „Ich wähle meine Sujets aus Themen, die in der zeitgenössischen konzeptuellen Kunst scheinbar ‚verboten‘ sind, wie Familienleben, Optimismus und Süße“. Durch diese radikale Haltung schuf sie Werke, die einen Zugang zu kontroversen Themen ermöglichten.
Ihre Kunstprojekte prägen zumeist den öffentlichen Raum. Für die Weltausstellung 2000 in Hannover hat sie eine Gebäudefassade rosa gestrichen, 2013 eine überdimensionale, elegante Teekanne, Celestial Teapot, entworfen, die auf dem Einkaufszentrum Hoog Catherijne in Utrecht installiert wurde. Ihren Gemälden fügte sie oft Texte und Worte bei, um Zugänge zu umstrittenen Themen zu vermitteln und die Banalität und Komik des alltäglichen Lebens darzustellen. Ihre letzten Ausstellungen greifen ihre persönlichen Erfahrungen mit Themen wie Familie, Beziehungen, Arbeit, Heim und Haushalt, dem Älterwerden und Gesundheitsproblemen auf.

## Publikationen
- Friends and Family. Les Presses Du Reel 2003, ISBN 978-2-84066-083-5.
- How I Went to New York – 1983-1992. Les Presses Du Reel, 2022 ISBN 978-2-37896-293-7.